# We Will Meet Again
We Will Meet Again est un album du pianiste de jazz Bill Evans.

## Historique
Cet album, produit par Helen Keane, est sorti en mai 1980 chez Warner Bros Records (HS 3411Y).
C'est le dernier album de Bill Evans publié de son vivant (Il est décédé le 15 septembre 1980)
Les titres ont été enregistrés le 6 et le 9 août 1979 au "Columbia 30th Street studio" à New York.
L'ingénieur du son était Frank Laico.
Ce disque a été récompensé en 1981 par un Grammy Award (Best jazz instrumental performance by a group pour l'année 1980).

## Titres de l’album
| No | Titre              | Auteur                      | Durée |
| -- | ------------------ | --------------------------- | ----- |
| 1. | Comrade Conrad     | Bill Evans                  | 10:09 |
| 2. | Laurie             | Bill Evans                  | 8:20  |
| 3. | Bill's Hit Tune    | Bill Evans                  | 10:49 |
| 4. | For All We Know    | J. Fred Coots, Sam M. Lewis | 3:37  |
| 5. | Five               | Bill Evans                  | 9:10  |
| 6. | Only Child         | Bill Evans                  | 10:47 |
| 7. | Peri's Scope       | Bill Evans                  | 6:11  |
| 8. | We Will Meet Again | Bill Evans                  | 2:34  |

## Personnel
- Bill Evans : piano, Fender Rhodes
- Tom Harrell : trompette
- Larry Schneider : saxophone ténor & soprano, flûte alto
- Marc Johnson : contrebasse
- Joe LaBarbera : batterie

## Analyse des morceaux
- Comrade Conrad s'appelait à l'origine Theme for Crest. Evans avait écrit ce morceau pour une publicité pour la marque de dentifrice Crest. Evans a renommé sa composition en hommage à Conrad Mendenhall, un de ses amis, qui venait de se tuer dans un accident de voiture. Du point de vue formel, le morceau alterne 16 mesures en 4/4 et 16 mesures en 3/4. Entre chaque séquence de 16 mesures, il y a modulation d'une quinte ascendante. Les solistes passent ainsi par 12 tonalités différentes. La grille harmonique initiale est construite comme celle du standard "Autumn Leaves".

- Laurie est une ballade de forme ABAC de 38 mesures (12-4-12-10) composée par Evans en hommage à sa dernière compagne Laurie Verchomin.

- Bill's hit tune est une composition de Bill Evans de forme ABA (16-16-16) dans l'esprit des compositions de Michel Legrand (compositeur que le pianiste admirait, sous la direction duquel il avait enregistré un album et dont il avait repris de nombreux thèmes). Evans utilise d'ailleurs un « tic d'écriture » souvent utilisé par Legrand, une progression à la basse par cycles de quintes descendantes (ré - sol - do - la b, etc.) . Evans a d'ailleurs déclaré que ce thème avait « the quality of a French movie theme if played slow »[1].

- Five est basé sur une grille harmonique de type anatole (identique à celle du standard I got Rhythm). La mélodie de la section A est faite de quintolets joués sur une métrique 4/4. Ce thème par certains côtés évoque les compositions de Thelonious Monk. Evans utilisait le thème "Five" (qu'on trouvait déjà sur le premier album du pianiste, New Jazz Conceptions, en 1956) en comme « tag » pour conclure ses sets lors de concerts en clubs.

- Only child est une ballade de forme AB de 34 mesures (16-18) en si b. La grille harmonique assez sinueuse et l'utilisation de notes pédales à la basse donnent au morceau un parfum "impressionniste".

- Peri's scope est un thème de 32 mesures composé par Evans en hommage à Peri Cousins, une jeune afro-américaine rencontrée lors de ses études, qui avait été sa compagne dans les années 1950.

- We will meet again est une valse de 16 mesures composée par Bill Evans en hommage à son frère Harry. La métrique est en 3/4 mais la mélodie enjambe souvent les mesures (une série de « blanches » de la mesure 3 à la mesure 12 donnant une impression de 4/4). Une première version, inédite à l'époque, avait été enregistrée en 1977 (cf. You must believe in spring - Warner Bros Records). Harry Evans s'est suicidé au début de l'année 1979, quelques mois avant l'enregistrement de cette deuxième version.

- For all we know (musique J. Fred Cook, paroles Sam M. Lewis) est le reprise instrumentale d'une chanson de 1934 devenue un standard de jazz. Ce morceau probablement été retenue à cause de ses paroles[2].